# Tetragnatha pallescens
Tetragnatha pallescens este o specie de păianjeni din genul Tetragnatha, familia Tetragnathidae, descrisă de F. O. P.-cambridge, 1903. Conform Catalogue of Life specia Tetragnatha pallescens nu are subspecii cunoscute.